# Incilius gemmifer
O sapo-com-joias (Incilius gemmifer)  é uma espécie de sapo da família Bufonidae. É endêmica no México e conhecida na costa do Pacífico entre Acapulco e Jamiltepec. Seus habitats naturais são florestas xéricas e caducifólias. Não se sabe muito sobre ele no momento.